# Gornji Ključarovci
Gornji Ključarovci so naselje v Občini Sveti Tomaž.
Gornji Ključarovci, ki so bili prvič omenjeni leta 1320 kot Kellersdorf, je razloženo naselje v dolini potoka Lešnice ob lokalni cesti Ormož - Sveti Tomaž. Gručastemu delu vasi so ljudje radi rekli Grme. Tukaj je bil rojen  Fran Ksaver Meško.